# Радошівська сільська рада (Ізяславський район)
Ра́дошівська сільська́ ра́да — адміністративно-територіальна одиниця та орган місцевого самоврядування в Ізяславському районі Хмельницької області. Адміністративний центр — село Радошівка.

## Загальні відомості
Радошівська сільська рада утворена в 1944 році.
- Територія ради: 90,171 км²
- Населення ради: 2 104 особи (станом на 2001 рік)

## Населені пункти
Сільській раді підпорядковані населені пункти:
- с. Радошівка
- с. Путринці

## Склад ради
Рада складається з 18 депутатів та голови.
- Голова ради: Годованець Володимир Васильович
- Секретар ради: Конченко Антоніна Іванівна

### Керівний склад попередніх скликань
| Прізвище, ім'я, по батькові     | Основні відомості                                                 | Дата обрання | Дата звільнення |
| ------------------------------- | ----------------------------------------------------------------- | ------------ | --------------- |
| Нємцева Марія Федорівна         | Сільський голова, 1956 року народження, освіта вища               | 26.03.2006   | 31.10.2010      |
| Нємцева Марія Федорівна         | Сільський голова, 1956 року народження, освіта вища, позапартійна | 31.10.2010   | 25.10.2015      |
| Годованець Володимир Васильович | Сільський голова                                                  | 26.10.2015   |                 |

Примітка: таблиця складена за даними сайту Верховної Ради України

### Депутати
За результатами місцевих виборів 2010 року депутатами ради стали:

#### За суб'єктами висування
| Суб'єкт висування                                   | Кількість обраних депутатів | %    |
| --------------------------------------------------- | --------------------------- | ---- |
| Самовисування                                       | 9                           | 50   |
| Народна партія                                      | 4                           | 22,2 |
| Єдиний Центр                                        | 1                           | 5,6  |
| Політична партія Всеукраїнське об'єднання «Свобода» | 1                           | 5,6  |
| Політична партія «Сильна Україна»                   | 1                           | 5,6  |
| Соціалістична партія України                        | 1                           | 5,6  |
| Українська Народна Партія                           | 1                           | 5,6  |

#### За округами
| № округу                                            | Прізвище, ім'я, по батькові     | Дата визнання обраним | Освіта  | Партійна приналежність                    | Відомості про обраного депутата                                                                             |
| --------------------------------------------------- | ------------------------------- | --------------------- | ------- | ----------------------------------------- | --- |
| Єдиний Центр                                        |                                 |                       |         |                                           | |
| 12                                                  | Власюк Олена Миколаївна         | 04.11.2010            | вища    | член Єдиного Центру                       | Радошівський сільський будинок культури, художній керівник                                                  |
| Народна Партія                                      |                                 |                       |         |                                           | |
| 4                                                   | Нечипорук Наталія Олександрівна | 04.11.2010            | вища    | член Народної партії                      | ТОВ «Україна-2001» відділ № 10, с. Радошівка, головний бухгалтер                                            |
| 5                                                   | Крупник Микола Степанович       | 04.11.2010            | вища    | член Народної партії                      | Михлянське лісництво, майстер лісу                                                                          |
| 8                                                   | Мазур Василь Іванович           | 04.11.2010            | вища    | член Народної партії                      | Михлянське лісництво, помічник лісничого                                                                    |
| 9                                                   | Миронюк Микола Михайлович       | 04.11.2010            | вища    | член Народної партії                      | ТОВ «Україна-2001» відділ № 10, с. Радошівка, головний інженер-механік                                      |
| Політична партія Всеукраїнське об'єднання «Свобода» |                                 |                       |         |                                           | |
| 7                                                   | Кучерук Віталій Володимирович   | 04.11.2010            | вища    | член Всеукраїнського об'єднання «Свобода» | ТОВ «Камчатка», майстер                                                                                     |
| Політична партія «Сильна Україна»                   |                                 |                       |         |                                           | |
| 6                                                   | Мельник Ольга Романівна         | 04.11.2010            | вища    | позапартійна                              | Ізяславський територіальний центр, соціальний робітник                                                      |
| Соціалістична партія України                        |                                 |                       |         |                                           | |
| 3                                                   | Рубан Сергій Петрович           | 04.11.2010            | вища    | член Соціалістичної партії України        | Комунальне підприємство «Радошівка», майстер лісу                                                           |
| Українська Народна Партія                           |                                 |                       |         |                                           | |
| 14                                                  | Конченко Антоніна Іванівна      | 04.11.2010            | вища    | член Української Народної Партії          | Радошівська сільська рада, секретар                                                                         |
| Самовисування                                       |                                 |                       |         |                                           | |
| 1                                                   | Личик Оксана Олексіївна         | 04.11.2010            | вища    | позапартійна                              | Радошівська АЗПСН, медична сестра                                                                           |
| 2                                                   | Гайдай Таїса Олексіївна         | 04.11.2010            | вища    | позапартійна                              | Радошівський НВК «Загальноосвітня школа І-ІІІ ст. — ліцей», заступник директора з навчально-виховної роботи |
| 10                                                  | Бондарчук Борис Андрійович      | 04.11.2010            | вища    | позапартійний                             | пенсіонер                                                                                                   |
| 11                                                  | Баран Анатолій Васильович       | 04.11.2010            | вища    | позапартійний                             | Ізяславська філія ВАТ «Хмельницькгаз», майстер                                                              |
| 13                                                  | Лакіда Віра Іллівна             | 04.11.2010            | вища    | позапартійна                              | Радошівська сільська рада, землевпорядник                                                                   |
| 15                                                  | Яковишин Дмитро Іванович        | 04.11.2010            | середня | позапартійний                             | Комунальне підприємство «Радошівка», директор                                                               |
| 16                                                  | Мамедова Тамара Степанівна      | 04.11.2010            | середня | позапартійна                              | тимчасово не працює                                                                                         |
| 17                                                  | Братійчук Тамара Георгіївна     | 04.11.2010            | вища    | позапартійна                              | с. Путринці фельдшерсько-акушерський пункт, завідувачка                                                     |
| 18                                                  | Крулик Тетяна Миколаївна        | 04.11.2010            | вища    | позапартійна                              | Путринецький сільський клуб, завідувачка                                                                    |

## Господарська діяльність
Основним видом господарської діяльності населених пунктів сільської ради є сільськогосподарське виробництво. Воно складається з сільськогосподарського товариства з обмеженою відповідальністю СТОВ «Радошівське» і індивідуальних селянських (фермерських) господарств. Основним видом сільськогосподарської діяльності є вирощування зернових культур, допоміжним — виробництво м'ясо-молочної продукції і овочевих культур.

## Річки
Територією сільської ради протікає річка Горинь, права притока Прип'яті. Басейн Дніпра. Тече в північно-західному напрямку від міста Ізяслав, повз село Путринці, біля якого завертає на північний схід, повз село Радошівка і далі в сторону села Варварівка.